# Kvills naturreservat
Kvills naturreservat inrättades 2008 för området omkring Kvilleken i Rumskulla socken i Vimmerby kommun i Småland.
Hela reservatet har en yta av 29,4 hektar och var tidigare ett öppet odlingslandskap. Den historiska markanvändningen har lämnat spår i form av odlingsrösen och de stora friväxande lövträden vilka står i kontrast till den omgivande barrskogen. Syftet med reservatet är att bevara och återskapa det traditionella odlingslandskapet. I närheten ligger Norra Kvills nationalpark som bildades redan 1927.